# Muryeong
Muryeong de Baekje (462–523, r. 501–23) est le 25e roi de Baekje, un des Trois Royaumes de Corée. Durant son règne, Baekje reste allié avec Silla contre Goguryeo et développe ses relations avec la Chine et le Japon.

## Contexte
La tombe du roi Muryeong l'appelle roi Sama (斯麻) et indique 462 pour l'année de sa naissance.
Le Samguk Sagi l'appelle le roi Muryeong, avec pour nom personnel (휘) Sama (斯摩). Il est décrit comme le deuxième fils de Dongseong, le 24e roi. Il devient roi quand Dongseong est assassiné par Naekga, fonctionnaire de la cour. L'année suivante, il écrase une rébellion préparée par Baekga.

### Autres documents
Le Livre des Liang chinois donne son nom de famille comme étant Yeo, son nom personnel comme étant Yung et indique qu'il a restauré Baekje en une nation forte.
Le Nihon Shoki japonais donne son 461 pour son année de naissance et le décrit comme le fils de Gonji, le frère cadet de Gaero le 21e roi, ce qui fait de lui le beau-frère de Dongseong. Il est dit Gonji échappe aux forces d'invasion de Goguryeo avec la mère du roi Muryeong vers le Japon et qu'elle entre en travail tandis que leur navire passe devant une petite île japonaise. Il est appelé Semakishi (嶋 君) et roi Shima (斯 麻 王) dans les documents japonais parce qu'il est né dans une île.
Quelques universitaires avancent que Muryeong dirige la région de Yamato sous le nom de roi Bu avant d'aller à Baekje pour être un roi des rois (大王).

## Règne

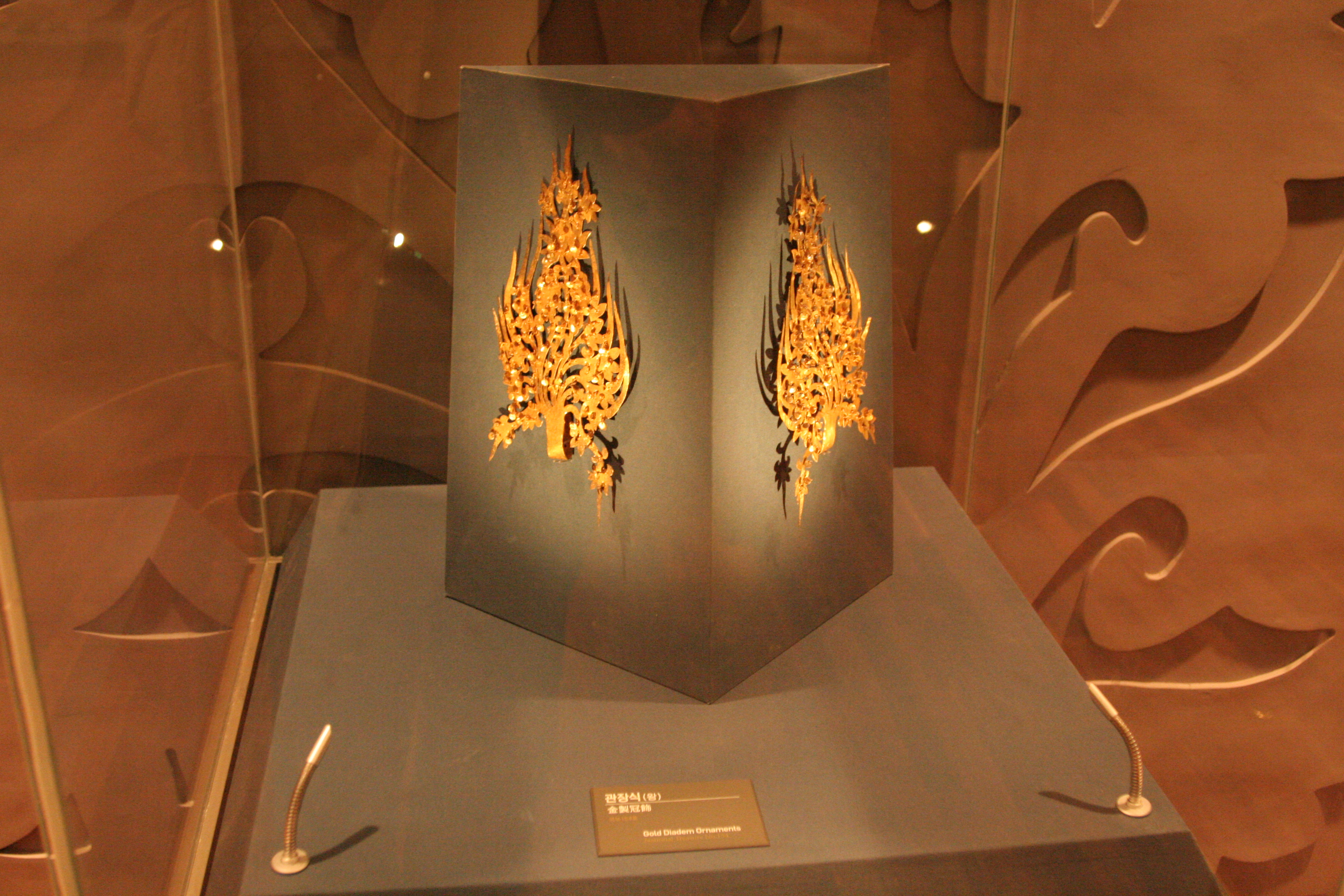
Couronne de Muryeong dans sa tombe

En 501, il envoie une armée pour attaquer Sugok-seong de Goguryeo. En 503, il repousse une attaque par les Mohe. En 507, il réussir à déjouer une autre attaque des forces de Goguryeo et Mohe. En 512, Goguryeo conquiert deux châteaux mais Muryeong dirige personnellement 3 000 hommes pour détruire l'armée de Goguryeo. En 523, il ordonne la construction d'un mur d'enceinte pour défendre la frontière nord.
Selon les sources historiques et archéologiques, les contacts et les échanges entre la Chine et Baekje augmentent pendant le règne de Muryeong. En 512, selon le Liang shu, Muryeong envoie la première mission auprès de la cour nouvellement établie de la dynastie Liang de Chine. Une seconde mission est envoyée en 521 qui annonce plusieurs victoires sur Goguryeo. En réponse, l'empereur Liang lui accorde divers titres, dont « Grand général tranquillisant l'Est » (宁东大将军) et « roi de Baekje ». Ces titres ont également été trouvés gravés sur une tablette dans la tombe du roi Muryeong.
En 503, il envoie un miroir en bronze et en 513 et 516, des érudits confucéens au Japon.

## Postérité
En 1971, la tombe du roi Muryeong est fouillée à Songsan-ri, près de la ville de Gongju en Corée du Sud, où il est enterré avec sa reine.
En 2001, l'empereur Akihito déclare à des journalistes : « J'ai, pour ma part, le sentiment d'une certaine parenté avec la Corée, compte tenu du fait qu'il est mentionné dans les Chroniques du Japon que la mère de l'empereur Kammu était de la lignée du roi Muryeong de Baekje ». C'est la première fois qu'un empereur japonais reconnaît publiquement du sang coréen dans la lignée impériale. Selon le Shoku Nihongi, Niigasa est un descendant du prince Junda, fils de Muryeong, décédé au Japon en 513 (Nihon Shoki chapitre 17).
L'astéroïde (31095) Buneiou est nommé en son honneur. "Buneiou" est le nom japonais de Muryeong.

## Source de la traduction
- (en) Cet article est partiellement ou en totalité issu de l’article de Wikipédia en anglais intitulé « Muryeong of Baekje » (voir la liste des auteurs).